# Rico Lewis
Rico Henry Mark Lewis (Bury, 21 de novembro de 2004) é um futebolista inglês que atua como lateral-direito ou meio-campista. Atualmente joga no Manchester City.

## Carreira
Lewis juntou-se à formação do Manchester City com 8 anos de idade. Na temporada 2021–22, foi capitão da equipa Sub-18 dos Citizens. Foi convocado para a equipa principal na primeira jornada da Premier League 2022–23, mas não saiu do banco. Estreou-se pelo City na semana seguinte, a 13 de agosto de 2022, substituindo Kyle Walker aos 82 minutos de uma vitória caseira por 4–0 sobre o Bournemouth.
A 5 de outubro de 2022, Lewis estreou-se na Liga dos Campeões, numa vitória do Manchester City por 5–0 sobre o Copenhaga, entrando como substituto de João Cancelo, jogador com o qual já foi comparado. A 2 de novembro, marcou o seu primeiro golo na competição, numa vitória por 3–1 sobre o Sevilla; com 17 anos e 346 dias, Lewis tornou-se, simultaneamente, o mais jovem de sempre a marcar na sua primeira titularidade na Liga dos Campeões e o mais jovem marcador do City na competição. Durante a partida, Lewis foi alvo de insultos racistas por parte de adeptos do Sevilla.
Em 2022, foi nomeado para o Prémio Jovem Personalidade Desportiva do Ano da BBC. Em maio de 2023, sagrou-se campeão da Premier League com o Manchester City.

## Carreira Internacional
Em setembro de 2021, Lewis marcou por Inglaterra Sub-18 num empate por 1–1 contra o País de Gales.
A 21 de setembro de 2022, Lewis fez a sua estreia por Inglaterra Sub-19, numa vitória por 2–0 sobre Montenegro, num jogo de qualificação para o Campeonato Europeu Sub-19 de 2023.
A 17 de março de 2023, Lewis foi pela primeira vez convocado por Inglaterra Sub-21. Estreou-se a 28 de março, numa derrota por 2–1 frente à Croácia, em Craven Cottage.

## Vida Pessoal
Natural de Bury, Grande Manchester, Lewis é de ascendência jamaicana. Em jovem, Muhammad Ali era um dos seus ídolos. O seu pai, Rick Lewis, é campeão britânico de Muay Thai.

## Estatísticas de Carreira
- Atualizado até 24 de maio de 2023[20]

| Clube                  | Temporada         | Campeonato        | Campeonato | Campeonato | FA Cup | FA Cup | EFL Cup | EFL Cup | Competições Europeias | Competições Europeias | Outros | Outros | Total | Total |
| Clube                  | Temporada         | Divisão           | Jogos      | Golos      | Jogos  | Golos  | Jogos   | Golos   | Jogos                 | Golos                 | Jogos  | Golos  | Jogos | Golos |
| ---------------------- | ----------------- | ----------------- | ---------- | ---------- | ------ | ------ | ------- | ------- | --------------------- | --------------------- | ------ | ------ | ----- | ----- |
| Manchester City Sub-21 | 2021–22           | —                 | —          | —          | —      | —      | —       | —       | —                     | —                     | 1      | 0      | 1     | 0     |
| Manchester City Sub-21 | 2022–23           | —                 | —          | —          | —      | —      | —       | —       | —                     | —                     | 1      | 0      | 1     | 0     |
| Manchester City Sub-21 | Total             | Total             | —          | —          | —      | —      | —       | —       | —                     | —                     | 2      | 0      | 2     | 0     |
| Manchester City        | 2022–23           | Premier League    | 14         | 0          | 5      | 0      | 2       | 0       | 2                     | 1                     | 0      | 0      | 23    | 1     |
| Total de Carreira      | Total de Carreira | Total de Carreira | 14         | 0          | 5      | 0      | 2       | 0       | 2                     | 1                     | 1      | 0      | 25    | 1     |

1. 1 2  Jogo no EFL Trophy
2. ↑  Jogos na Liga dos Campeões

## Títulos
Manchester City
- Liga dos Campeões da UEFA: 2022–23 [21]
- Copa do Mundo de Clubes da FIFA: 2023 [22]
- Supercopa da UEFA: 2023
- Premier League: 2022–23[23] e 2023–24[24]
- Copa da Inglaterra: 2022–23
- Supercopa da Inglaterra: 2024